# 홋카이도붉은등밭쥐
홋카이도붉은등밭쥐(Myodes rex)는 비단털쥐과에 속하는 설치류이다. 일본 홋카이도 섬의 고지대에서 발견되고 인근 지역의 일부 작은 섬의 낮은 고도에서도 발견된다. 자연 서식지는 온대 숲이다.

## 분포
홋카이도붉은등밭쥐는 히다카 산맥과 다이세쓰산, 데시오 산맥의 홋카이도 남서부 일부 지역과 키타미 산맥, 시리베시국, 오시마 종합진흥국, 히야마 진흥국 지역에서 발견된다. 리시리섬과 레분섬의 저고도 지역과 쿠릴 열도의 시코탄섬과 하보마이 군도의 시보쓰토섬에서도 발견된다. 숲에서 서식하며, 환경에 잘 적응하는 종이다. 홋카이도에서 개체군 유전자 구조가 다소 강하며, 다른 지역은 다른 유전적 계보를 특징으로 한다.

## 보전 상태
홋카이도붉은등밭쥐가 차지하고 있는 지역 면적이 2000km2이하이고 드물게 발견되는 종으로 간주되고 있음에도 불구하고, 개체수가 안정적으로 유지되고 있고 특별한 멸종 위협 요인이 없고 일부 보호 지역 안에서 발견되기 때문에 국제 자연 보전 연맹(IUCN)가 "관심대상종"으로 분류하고 있다.